# 大阿伯湖

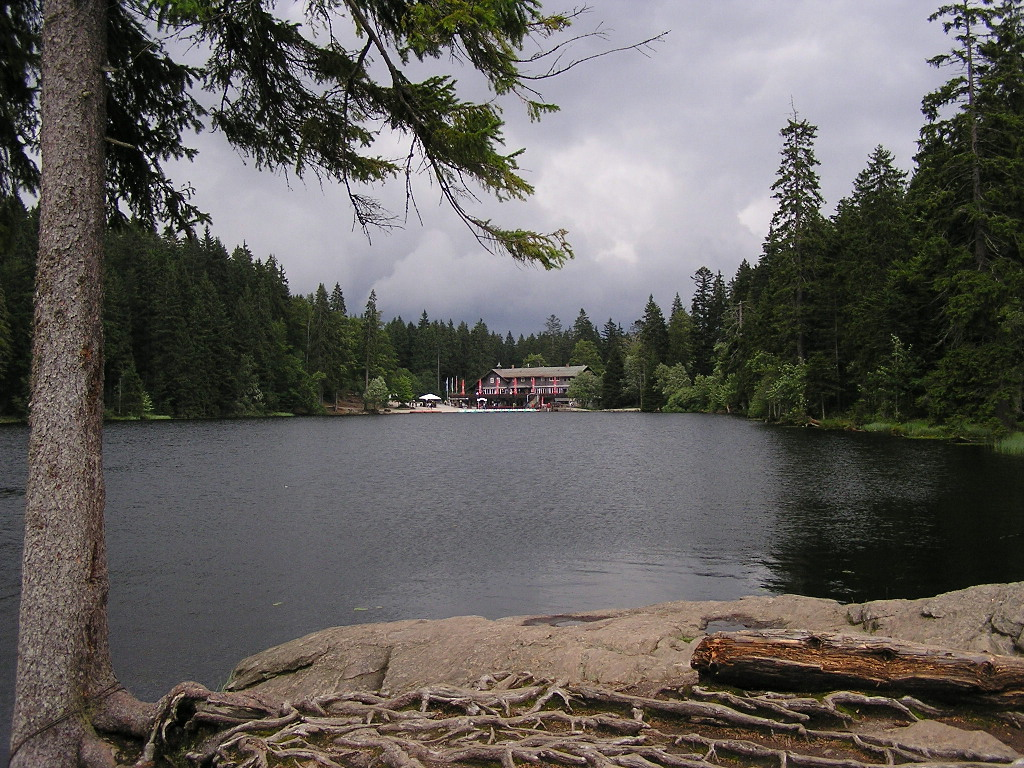

49°05′55″N 13°09′18″E / 49.09861°N 13.15500°E
大阿伯湖（德語：Großer Arbersee），是德國的湖泊，位於該國東南部，由巴伐利亞負責管轄，長0.6公里、寬0.3公里，面積0.08平方公里，海拔高度935米，平均水深6米，最大水深16米，水體容量45萬立方米。